# Lester Koenig
Lester Koenig (* 3. Dezember 1918 in New York City; † 20. November 1977 in Los Angeles) war ein US-amerikanischer Musikproduzent.
Koenig gründete 1951 in Los Angeles das Plattenlabel Contemporary Records, das neben Pacific Jazz Records das wichtigste Jazz-Label an der Westküste der USA war. Er veröffentlichte Aufnahmen von Shorty Rogers, Shelly Manne, Art Pepper, Hampton Hawes, Chet Baker, Benny Carter, Helen Humes, Phineas Newborn, Sonny Rollins und anderen. In den späten 1950er Jahren kamen Aufnahmen mit Cecil Taylor und Ornette Coleman hinzu.
Koenigs Begeisterung für Dixieland führte zur Gründung seines zweiten Labels Good Time Jazz. Hier produzierte er Aufnahmen mit den Firehouse Five Plus Two, Kid Ory, Lu Watters mit seiner Yerba Buena Jazz Band, mit Bob Scobey, Turk Murphy und anderen.
Anfang der 1960er Jahre unterstützte er Art Pepper und Hampton Hawes, die Haftstrafen absaßen, indem er Aufnahmen von ihnen aus den 1950er Jahren neu veröffentlichte. In den 1970er Jahren brachte sein Label Contemporary Records einen Großteil der neuen Art-Pepper-Alben heraus.
Daneben wirkte Koenig an einigen Filmen als Koproduzent bzw. Autor (u. a. Thunderbolt von John Sturges, 1947) mit. 1961 heiratete er die Sängerin Joy Bryan.